# 裸の十九才
『裸の十九才』（はだかのじゅうきゅうさい）は、1970年に公開された日本映画。監督は新藤兼人。近代映画協会創立20周年記念作品。1968年に発生した永山則夫連続射殺事件を題材に取っており、当時新人だった原田大二郎が主演している。1971年、第7回モスクワ国際映画祭金賞（グランプリ）受賞。白黒映画。

## スタッフ
- 監督：新藤兼人
- 脚本：関功、松田昭三
- 製作：絲屋寿雄、能登節雄
- 撮影：黒田清己
- 照明：岡本健一
- 音楽：林光
- 録音：大橋鉄矢[1]

## キャスト
- 山田タケ：乙羽信子
- 山田道夫：原田大二郎
- 山田初子:  吉岡ゆり
- 山田半次郎：草野大悟
- 刑事：佐藤慶
- 野川：渡辺文雄
- 賭博師：殿山泰司
- 大西：河原崎長一郎
- 少年院院長：観世栄夫
- りんご園の人夫頭：小松方正
- 権堂先生：戸浦六宏
- 友子：太地喜和子
- 安宿の婆さん：初音礼子
- 佐々木フジ：平井岐代子
- 米屋の妻：初井言榮
- 婦長：佐々木すみ江
- ホルモン焼きのおばさん：高杉早苗
- 怒った中年の男：浜田寅彦
- 林咲江：鳥居恵子
- 網走の大家：松本染升
- 米屋の主人：織本順吉
- 更生審議会副会長：松下達夫
- 民生委員：戸田春子
- やくざ望月：清水綋治
- 病院の事務員：江角英明
- りんご園の人夫：大木正司
- 花子（朝鮮の朝顔）：黒葉ナナ
- マリ：青山リマ
- 友子の男：吉沢健
- フルーツパーラーの客：村野武範
- ナレーター：宇野重吉[1]

## 製作

### キャスティング
新藤兼人監督は永山則夫を演じてもらう新人俳優に400人以上会ったが、自らのイメージする〈永山則夫〉を見つけることが出来ず。『エロス+虐殺』の予告編を観た本作の助監督が、原田大二郎を推薦。面接を受けた原田は新藤に「世の中にこんなに人を鋭く見れる人がいるのか」とビックリ。顔はニコニコだがギューッと刺してくる目線で、「この目線に負けちゃいけない」と感じた原田は新藤を睨み返し、緊張の攻防が続いた後、台本を渡された。台本を読んで号泣するほど感激したが、「この役は僕には無理だな、面接までだろう」と思っていたら、翌日、新藤から「お願いしたい」と返事を貰った。撮影中は「もうこれで死んでもいい」という気持ちで演じたという。大役を演じ切ったことは幸福だったが、反動が大きく、以降は現代的で都会の二枚目の好青年的なオファーが続き、長い間、役柄を自分の中で作っていく事を怠るようになり、役者として眠っていた状態が長く続いたという。